# Richard Jamieson
Pour les articles homonymes, voir Jamieson.
 (juillet 2018).
 (juillet 2018).
Richard Jamieson (né le 1er septembre 1946 à Montréal, province de Québec) est un entraîneur professionnel de hockey sur glace franco-canadien.
Entraîneur de l’Association des sports de glace de Tours de 1980 à 1982, puis de 1985 à 1989, avec qui il est deux fois vice-champion de France, il est président du comité de l'Est de hockey français de 1996 à 1998 et membre du conseil fédéral du comité national de hockey sur glace (CNHG) français de 1998 à 1999. Alors qu'il est entraîneur de La Roche-sur-Yon en Division 2 française, il cesse ses fonctions le 10 décembre 2011.

## Biographie
Richard Jamieson est un Québécois francophone dont le père, Roger, n'a jamais parlé l'anglais, la famille étant de lointaine origine irlandaise. Il grandit à Montréal, à l'époque de Maurice Richard  des Canadiens de Montréal qui a remporté huit coupes Stanley gagnées entre 1944 et 1960. Il fait son entrée dans le domaine du hockey professionnel, d'abord comme défenseur en Ligue de hockey junior majeur du Québec puis comme entraîneur. Professeur de sport de formation, il entre dans la vie professionnelle en travaillant notamment dans des centres de loisirs et de sports près de Montréal dont il devient le directeur, mais aussi comme chef des ventes des distilleries Melchers à Montréal.

### Ligue de hockey junior majeur du Québec
Il a 31 ans lorsqu'il se consacre entièrement au hockey : les Olympiques de Hull, de la LHJMQ, font appel à lui comme entraîneur-chef, le 1er février 1978. En effet, à la fin de janvier, à la suite d'un revers de 10-0 face aux Royals de Cornwall, Guy Trottier est invité à tirer sa révérence[réf. nécessaire]. Une grève des « cols bleus » de la ville de Hull éclate et est suivie d’une grève patronale. Les Olympiques déménagent alors à Gatineau pour huit rencontres (sept victoires et une défaite)[réf. nécessaire]. Richard Jamieson se forge une belle réputation, qualifiant Hull pour les séries éliminatoires, mais les Olympiques terminent leur saison en s’inclinant en quatre rencontres consécutives contre Cornwall lors de la première ronde. Pour 1978-79, Richard Jamieson reste en poste et prépare son premier camp d’entraînement junior majeur. À l’aube de cette saison, il mise sur la jeunesse et l'inexpérience « tout en s'assurant, dit-il, de trois années de stabilité. » Jamieson fait le « ménage » et de nombreux changements, mais les succès se font attendre. Le 8 décembre, il quitte Hull pour se rapprocher de sa famille et paraphe un pacte d'entraîneur et de manager général avec le National de Laval, club de Montréal. Avec un effectif limité qu'il ne peut accroître, Richard Jamieson ne peut qualifier Laval pour les séries. Plus généralement, son regard sur sa propre évolution et le milieu des joueurs de hockey est aussi parfaitement lucide : « Quand on indique à des joueurs pros qu'on a été soi-même professionnel, le respect de leur part est immédiat. Quand on vient des Juniors majeurs, l'abord est différent ».

### Ligue internationale de hockey aux États-Unis
Le 31 mai 1979, Richard Jamieson entre de plain-pied dans le hockey professionnel : les Admirals de Milwaukee, club du Wisconsin évoluant en Ligue internationale de hockey (l'antichambre de la LNH), annoncent qu'ils viennent de le faire signer comme entraîneur-chef pour un contrat d'un an, sur les recommandations d'André Caron, lui-même ancien entraîneur du club. Bill Chimo, le manager général, explique son choix : « Nous avons été impressionnés par sa connaissance du jeu et le travail de reconstruction qu'il entreprit à Hull. Il correspond à nos plans. Nous voulions un entraîneur qui soit au même niveau que les joueurs, c'est-à-dire en phase de progression. ». Ce à quoi Jamieson répond : « Je vais me battre pour avoir une bonne équipe de hockey. Nous serons une équipe disciplinée et collective. Nous jouerons au hockey comme il doit être joué, avec de bonnes mises en échec avant et arrière. C'est comme ça que nous jouons dans les ligues juniors d'où je viens, avec de l'agressivité qui vient du banc. Au Québec, il faut parfois attendre deux ou trois ans avant d'avoir une bonne équipe. Mais nous devons avoir une bonne équipe dès cette année, dès à présent. »
Lors du camp d'entraînement des Admirals à Montréal, Jamieson annonce la couleur au sujet d'un groupe de joueurs qui n'a pas 22 ans de moyenne : « Cela va être le plus rude camp d'entraînement auquel ces jeunes joueurs ont jamais pris part. Ceux qui ne se plient pas aux règles pourront faire leurs valises. »[réf. nécessaire] L'entraîneur a même décrété un couvre-feu pour ses joueurs. « Les Admirals ont fini derniers de leur division l'année dernière, il n'y a donc pas de temps à perdre. Je ne veux pas utiliser les premières rencontres pour emmagasiner de l'expérience. Je veux les gagner. On ne gagne pas un championnat lors de la première rencontre, mais en tenant la distance lors des 80 rencontres. » [...] « Je veux que mes joueurs soient  solidaires. Toujours corrects mais toujours agressifs. Le hockey a évolué, mais si on ne joue pas avec son cœur, on n'a pas sa place dans le hockey et on fait alors une petite saison. ». Alors que les Admirals ont perdu le québécois Michel Lachance - élu meilleur défenseur de la LIH et parti pour les Rockies du Colorado (LNH), Richard Jamieson devra en fait attendre la 18e journée pour que son équipe enregistre seulement sa cinquième victoire de la saison, en battant 5-3 à domicile la belle équipe des Flags de Port Huron. « Nous avons eu plus faim ce soir. Nous avons battu la deuxième équipe de la ligue » explique un Jamieson satisfait. « Nous faisons de nombreuses erreurs, mais nous travaillons dur. Sur les quatre derniers matches, mes joueurs m'ont dit que le sort jouait contre nous et je ne suis pas d'accord. Tout cela est psychologique. On construit sa propre réussite ». L'exploit sera sans lendemain et l'équipe continuera à perdre, révélant toujours plus de carences en défensive après le départ de trop de joueurs-clés vers la LAH et la LNH avant le début de la saison. Il se murmure alors qu'il y a conflit de personnalités entre Jamieson et les joueurs, lesquels ne sont pas contents du management de leur entraîneur à leur égard, le qualifiant d'arrogant. Ils se réunirent avant d'aller porter leurs doléances à l'attention des dirigeants. Richard Jamieson et les dirigeants se mettent ensuite à chercher des renforts d'expérience pour sauver ce qui reste de la saison d'une équipe trop inexpérimentée. Les Admirals ont beau être club filial des Nordiques de Québec, ils ne trouveront pas d'aide de ce côté-là, les Nordiques ayant eux-mêmes fort à faire pour leur première saison en LNH. La saison, débutée le 19 octobre, s'achève brutalement le 12 décembre 1979 pour Richard Jamieson, après six défaites d'affilée : Le matin de la rencontre Admirals vs Owls de Grand Rapids, il est démis de ses fonctions, remplacé par son adjoint, Phil Wittliff, également Directeur général adjoint et chargé des relations publiques, un ancien joueur du club[réf. nécessaire]. Richard Jamieson assistera quand même à la rencontre victorieuse et souhaite alors « bonne chance à Phil, bonne chance à l'équipe ». Il quitte les bords du lac Michigan pour rentrer à Montréal.

### De l'Amérique du nord à l'Europe
A Montréal, Richard Jamieson ne va pas rester inactif et songe à rejoindre l’Europe. L’ASG Tours, championne de France de Nationale A française en titre, n’est pas insensible à son bagage et à son statut d’entraîneur professionnel. Son président, Albert Pasquier, avec l'appui de « Mammouth », investit une petite fortune pour offrir une équipe championne. Durant l’été 1980, Jamieson arrive en France pour signer avec le président Albert Pasquier. À peine arrivé, Jamieson est informé du départ du joueur emblématique André Peloffy pour Villach en Autriche, puisque l’ASG Tours n’a pas accepté ses nouvelles prétentions salariales. Le départ de Peloffy annoncé, le staff ne sait plus vraiment s'il doit garder comme sa seule licence étrangère autorisée Joe Fidler, un joueur américain, mais au caractère imprévisible. Jamieson tranche : Fidler doit partir et il active alors ses réseaux pour trouver une solution. Il songe à Paulin Bordeleau, qui a joué en LNH avec les Canucks de Vancouver. Ce dernier possède un maniement de palet et un lancer efficaces. De petit gabarit, c’est un joueur tonique qui sait transmettre son énergie à son équipe[réf. nécessaire]. Mais il est en rupture de ban[Quoi ?] avec les Nordiques de Québec et n’a pas joué de toute la saison 1979-80. Son frère ainé Christian avait annoncé sa retraite en novembre 1978, avant de revenir sur sa décision. La direction des Nordiques refusa alors de le reprendre avant que le litige ne se règle à l’amiable. Néanmoins, la direction des Nordiques promet un grand ménage pour briser l'influence des « cliques » dans le vestiaire et Paulin Bordeleau, solidaire de son frère, en fait les frais. Les Fleurdelisés sont admis en LNH et repêchent 16 joueurs, dont un certain Roland Cloutier.
Paulin Bordeleau, d’abord réticent - le hockey français est à l'époque amateur - se laisse convaincre par Richard Jamieson et signe avec l’ASG Tours un « mirobolant contrat » de 40 000 dollars canadiens après impôt pour la saison (10 513 043 dollars canadiens ou 79 000 euros constants en 2011). De plus, le club lui fournit un logement et une automobile. À cette époque, l'ASG Tours et son professionnalisme de fait agacent prodigieusement les clubs traditionnels du hockey français basés dans les Alpes. Les Tourangeaux, premiers champions de France de « la plaine », sont la cible de tous les quolibets et autres jalousies[réf. nécessaire]. Sinon, en général, les hockeyeurs nord-américains, souvent perçus comme des sauveurs, des dieux de la discipline, sont bien reçus[réf. nécessaire]. Pourtant, on accepte facilement l'homme, ses méthodes d'entraînement pas toujours. Le joueur se voit forcé de jouer un rôle providentiel dans l'équipe. Il devient sacro-saint. Son engagement implique des objectifs spécifiques, dans l'optique des dirigeants. On attend de lui une grande production de buts et les spectateurs, de leur côté, admettent rarement les contre-performances. On le considère comme le meilleur et il doit le prouver.
Quelques mois après son arrivée, Richard Jamieson livre déjà son analyse concernant le hockey canadien et le hockey européen : « Il est faux de prétendre qu'il existe une différence fondamentale. Un entraîneur mise surtout sur l'attaque et oublie trop souvent la défensive. Les défenseurs dégagent rapidement leur territoire, que ce soit par la bande ou par le centre. De plus, ils ne pressent jamais le jeu, en ce sens qu'ils ne vont pas dans les coins, ce qui, pour ma part, constitue leur plus grand défaut. Les petits joueurs sont plus avantagés parce qu'ils profitent du calendrier qui ne comporte qu'une quarantaine de matches. Les grands et gros joueurs s'adaptent moins vite et moins bien »[réf. nécessaire]. Pour Jamieson, la différence se situe ailleurs et il est décidé à étaler ces points noirs devant les dirigeants du hockey français : « Il est bien évident que l'absence d'instructeurs qualifiés retarde l'évolution du hockey en France mais peut-on se permettre, dans une ville de 10 000 habitants par exemple, de délier les cordons de la bourse en faisant appel à ces "prophètes" ? Écoutez, au Canada, nous sommes choyés tandis qu'ici, les gens commencent à peine à prendre goût à ce sport. Si le contact physique était plus toléré et si les bagarres n'étaient pas prohibées, alors peut-être qu'à ce moment-là, la participation s'accroîtrait. Mais ce n'est pas avec des "si" que nous pourrions régler le problème ».
En 2020, Richard Jamieson revient en tant que conseiller technique au sein du Castres Hockey Club.

### Vice-champion de France
Dès le camp d’entraînement, Richard Jamieson est fidèle à sa philosophie : « Richard a installé une discipline de fer dans le groupe. Il nous a très bien préparés physiquement. Peut-être même trop bien. On a été un peu court sur les derniers matches » se remémore Jean Stinco, champion de France 1980, spécialiste de mise en échec avant et récupérateur de rondelle pour Peloffy, puis Bordeleau. Jamieson impose à ses joueurs deux entraînements intensifs par jour, misant sur leur rapidité soutenue pour profiter au maximum des grandes surfaces glacées, ce que trouvera exténuant Paulin Bordeleau. Pour Richard Jamieson, ses raisons sont limpides : « Au Canada, les professionnels sont sujets à deux fois plus d’obstructions et de blessures parce que les plus gros ont encore leur mot à dire contre les plus rapides qu’ils peuvent contrer du long des rampes. En Europe, ils seraient vite distancés ou contournés. C’est étonnant la différence de base qui peut exister, à cause de quelques pieds (mètres) de plus... Le hockey international n’est pas seulement plus rapide, mais il exige davantage, aussi, des athlètes, puisque les hors-jeux sont plus rares et que le mouvement de la rondelle est plus constant ».

## Parcours d'entraîneur
- 1977-79 : Olympiques de Hull (LHJMQ)
- 1978-79 : National de Laval (LHJMQ)
- 1979-80 : Admirals de Milwaukee (LIH)
- 1980-82 : ASG Tours (France)
- 1982-85 : ASG Angers (France)
- 1985-89 : ASG Tours  (France)
- 1989-90 : CPH Dijon (France)
- 1994-99 : HC Colmar (France)
- 1999-05 : Intrépide de l'Outaouais (Québec)
- 2005-07 : HC Colmar (France)
- 2010-12 : HC Yonnais (France)
- 2020 : Castres Hockey Club (France)